# Гай Семпроний Гракх
Гай Семпро́ний Гракх (лат. Gaius Sempronius Gracchus; родился в 154 или 153 году до н. э., Рим, Римская республика — убит в 121 году до н. э., Рим, Римская республика) — римский политический деятель из плебейского рода Семпрониев Гракхов, народный трибун 123 и 122 годов до н. э., младший брат Тиберия Семпрония Гракха.
Гай Семпроний принадлежал к римскому нобилитету. В 134—133 годах до н. э. он участвовал в Нумантийской войне в Испании. Во время трибуната старшего брата (133 год до н. э.) поддержал его планы реформ и вошёл в состав комиссии, занявшейся аграрным переделом в Италии. Тиберий Гракх вскоре был убит, а деятельность комиссии была к 129 году до н. э. свёрнута из-за противодействия врагов реформ. Гай Семпроний продолжил политическую карьеру в качестве квестора и проквестора на острове Сардиния (126—125 годы до н. э.). В 123 году он стал народным трибуном и выдвинул проект преобразований, чтобы продолжить дело брата. По мнению ряда античных авторов, им руководило ещё и желание отомстить за Тиберия. За два трибунских срока Гай добился продолжения аграрной реформы, создания ряда колоний (включая первую в истории Рима заморскую колонию на месте разрушенного ранее Карфагена), распространения откупной системы на провинцию Азия, перехода судов (полностью или частично) под контроль всаднического сословия. Какое-то время он был самым влиятельным политиком Республики. Но против его реформ объединилась существенная часть римского общества во главе с сенатом, и в результате Гай проиграл очередные трибунские выборы (на 121 год до н. э.). После истечения его полномочий враги Гракха начали добиваться ликвидации заморской колонии. Дело дошло до полноценного сражения на улицах города, в котором сторонники экс-трибуна потерпели поражение. Гай Семпроний был убит собственным рабом, действовавшим по его приказу.
Гракх был выдающимся оратором. Его речи читали в течение последующих нескольких веков, но позже тексты были утрачены за исключением ряда небольших фрагментов. Начиная с раннего Нового времени имя Гая активно использовалось в политической пропаганде.

## Происхождение и ранние годы
Гай Семпроний принадлежал к плебейскому роду Семпрониев, впервые упоминающемуся в консульских фастах под 304 годом до н. э. Когномен Гракх либо имеет этрусское происхождение, либо восходит к латинскому graculus (галка). Первым известным из источников носителем этого родового прозвища был консул 238 года до н. э. Тиберий Семпроний, который подавил восстание лигуров и завоевал Сардинию. Старший его сын того же имени дважды становился консулом во время Второй Пунической войны (в 215 и 213 годах до н. э.) и погиб в одной из стычек с карфагенянами; о младшем, Публии, ничего не известно. Одним из сыновей последнего был Тиберий Семпроний, «известнейший и выдающийся человек», отец Гая.
Тиберий Семпроний дважды получал консулат (в 177 и 163 годах до н. э.), занимал высшую для римского нобиля должность цензора в 169 году, успешно воевал на Сардинии и в Испании. Его женой и матерью его двенадцати детей была патрицианка Корнелия Младшая, дочь Публия Корнелия Сципиона Африканского и Эмилии Терции, внучка Луция Эмилия Павла, погибшего при Каннах, и племянница Луция Эмилия Павла Македонского. Сыном Корнелии Старшей и двоюродным братом Гая Семпрония соответственно был Публий Корнелий Сципион Назика Серапион, консул 138 года до н. э. Ещё одним внуком Сципиона Африканского, но уже по усыновлению, был Публий Корнелий Сципион Эмилиан, один из самых влиятельных римских политиков в 140-е — 130-е годы до н. э. По крови он был в несколько более дальнем родстве с Гаем Семпронием, приходясь ему двоюродным дядей, как и консул 145 года до н. э. Квинт Фабий Максим Эмилиан.
У Тиберия Семпрония и Корнелии было в общей сложности двенадцать детей. Плиний Старший упоминает эту семью как пример многодетности. До взрослых лет дожили только трое: старший из сыновей Тиберий, дочь Семпрония (она стала женой Сципиона Эмилиана) и Гай.
Дату рождения Гая Гракха учёные определяют, исходя из сообщения Плутарха о том, что Гай был на девять лет младше своего брата Тиберия. Последний родился в 163 году до н. э. или в начале 162 года, а Гай соответственно в 154 или в начале 153 года до н. э.. К тому времени его отец, который был намного старше жены, уже находился в преклонном возрасте. Тиберий-старший умер вскоре после рождения Гая, и после этого воспитание детей легло на плечи Корнелии. По словам Плутарха, эта матрона оказалась на высоте: сыновей она «растила с таким честолюбивым усердием, что они, — бесспорно, самые родовитые среди римлян, — своими прекрасными качествами больше, по-видимому, были обязаны воспитанию, чем природе». Другие античные авторы тоже самого высокого мнения о Корнелии и о том воспитании, которое она дала сыновьям.
Немецкий исследователь Фридрих Мюнцер отмечает, что влияние матери на Гая Семпрония наверняка было ещё сильнее, чем влияние на Тиберия: Гай, в отличие от старшего брата, совсем не помнил отца. О той любви, которую он питал к своей матери в течение всей жизни, говорит ряд его высказываний, зафиксированных античными авторами. Так, отвечая одному из своих политических врагов, Гай заявил, согласно Плутарху: «Ты смеешь хулить Корнелию, мать Тиберия Гракха? …Как у тебя только язык поворачивается сравнивать себя с Корнелией! Ты что, рожал детей, как она? А ведь в Риме каждый знает, что она дольше спит без мужчины, чем мужчины без тебя!»
Гракх-младший получил прекрасное образование. Одним из греческих учителей Гая был Менелай из Марафона, позже принадлежавший к числу его сторонников; в этом отношении историки ставят Менелая рядом с Диофантом из Митилены, учителем Тиберия.
Возможно, уже в 143 году до н. э., когда Гаю было 10 или 11 лет, его помолвили с Лицинией, дочерью Публия Лициния Красса Муциана, одного из крупнейших римских юристов того времени. Этот брак мог быть заключён сразу по достижении Гаем совершеннолетия, то есть в 137 или 136 году до н. э.

## Начало карьеры

### В союзе с братом
Свою карьеру Гай Семпроний начал, как это было принято, в возрасте 16 лет с военной службы. Предположительно это было в 138 году до н. э. В 134 году Гай отправился в составе армии своего кузена и зятя Сципиона Эмилиана в Ближнюю Испанию За полвека до того эту провинцию замирил его отец, обладавший тогда полномочиями проконсула; в 137 году до н. э. старший брат участвовал в неудачной осаде города Нуманция. Таким образом, Гай Семпроний продолжил одну из семейных традиций. Среди его сослуживцев по этой кампании был целый ряд молодых людей, сыгравших видную роль в истории Рима последующих десятилетий: Гай Цецилий Метелл, Гай Меммий (возможно, народный трибун 111 года до н. э.), Публий Рутилий Руф, Гай Марий, историк Семпроний Азеллион, поэт Гай Луцилий, нумидийский царевич Югурта.
По предположению Роберта Броутона, Гай Семпроний был в испанской армии военным трибуном. В ходе этой войны римляне осадили Нуманцию, перед этим много лет успешно оборонявшуюся от проконсулов Ближней Испании, и заставили её защитников капитулировать перед лицом голодной смерти. Город был разрушен, выжившие нумантийцы были проданы в рабство. Это произошло уже в следующем году, 133 до н. э.
Тем временем старший брат Гая Тиберий стал народным трибуном и выдвинул проект аграрной реформы. Целями Тиберия античные авторы называют укрепление демографической базы римской армии, поддержку малоимущих граждан и месть сенату за унижение, перенесённое Гракхом во время предыдущей Нумантийской войны. Гай с самого начала поддерживал брата; по словам Плутарха, замысел реформы «стал впоследствии для обоих братьев источником неисчислимых бед».
Законопроект Тиберия предполагал ограничение аренды ager publicus 500 югерами земли или тысячей югеров при наличии двух и более взрослых сыновей. Излишки подлежали изъятию и распределению между малоимущими гражданами в виде неотчуждаемых наделов, максимальная площадь которых могла составлять 30 югеров. Для осуществления реформы предлагалось создать специальную комиссию из трёх человек (triumviri agris iudicandis assignandis) с очень широкими полномочиями.
Эта инициатива вызвала ожесточённое сопротивление со стороны нобилитета, а также, возможно, землевладельцев средней руки. Сенат её, вероятно, отклонил, но по решению народного собрания она всё же стала законом. Гай Семпроний, несмотря на свой юный возраст («почти юношей» назвал его в связи с этими событиями Гай Веллей Патеркул) и отсутствие в Риме, стал одним из членов аграрной комиссии наряду с братом и тестем брата Аппием Клавдием Пульхром. Советский исследователь Яков Заборовский предположил, что избранию Гая Семпрония могли содействовать враги реформы: им это было на руку, поскольку Гракх-младший не мог участвовать в работе комиссии, находясь в Испании.
Летом 133 года до н. э. Гай уже мог быть в Риме; по одной из версий, он оставил действующую армию ради должности триумвира, но по другой, прибыл в Рим существенно позже. Дион Кассий сообщает, будто оба брата выдвинули свои кандидатуры в народные трибуны на следующий год, но эта информация в отношении Гая явно основана на слухах, распространявшихся врагами реформ. Тиберий же действительно выставил свою кандидатуру и разработал ряд новых законопроектов. В источниках нет единого мнения о том, что именно предлагал трибун: возможно, ему просто приписали некоторые более поздние начинания Гая Семпрония.
Обстановка в Риме накалилась до такой степени, что начались уличные беспорядки. В сенате было объявлено, будто Тиберий Семпроний требует себе царский венец. Тогда кузен Гракхов Сципион Назика возглавил толпу сенаторов и их клиентов, напавшую на сторонников реформ с дубинами, камнями и обломками скамеек. Погибли около 300 человек, включая Тиберия. Гай Семпроний сразу после этого побоища просил отдать ему тело брата для погребения, но ему было отказано: труп Гракха-старшего выбросили в Тибр, учинив таким образом «зверское и беззаконное надругательство».

### В составе аграрной комиссии
За расправой над Тиберием последовало судебное преследование его сторонников, которое возглавили консулы, Публий Попиллий Ленат и Публий Рупилий. Но высокопоставленных лиц это не коснулось; Сципиону Назике, напротив, пришлось отправиться в почётное изгнание. Большинство римлян сочувствовало погибшему Тиберию Семпронию, и это отразилось на политической ситуации уже в 132 году до н. э., когда тесть Тиберия Аппий Клавдий Пульхр победил на выборах в консулы и верховные понтифики. Враги реформ были вынуждены пойти на компромисс — в частности, была продолжена работа аграрной комиссии. В ней, помимо Гая Семпрония, заседали его тесть Красс Муциан, избранный вместо Тиберия, и Аппий Клавдий Пульхр, а со 130 года до н. э. Марк Фульвий Флакк и Гай Папирий Карбон (Пульхр и Красс к тому времени умерли).
Активнее всего аграрная комиссия работала на юге Италии — в Апулии, Бруттии и Лукании. Триумвирам приписывают раздел в общей сложности 3268 квадратных километров сельскохозяйственных угодий, или 1,3 миллиона югеров. Точное число получателей земли неизвестно. Начиная с XIX века его отождествляли с разницей между результатами цензов 131 и 125 годов до н. э. — около 75 тысяч человек, иногда — около 80 тысяч человек. Но итальянский учёный Эмилио Габба предположил, что между этими переписями имущественный ценз пятого класса был снижен с четырёх до полутора тысяч ассов; это и могло дать изменения в статистике. Поэтому сейчас распространены более осторожные оценки численности получателей наделов — около 15 тысяч; некоторые исследователи допускают ещё меньшее число крестьян, принявших участие в разделе земли. Скачкообразный рост численности населения, отражённый в результатах ценза 126/125 годов до н. э., таким образом, мог быть вызван прежде всего изменением принципов его проведения и лишь отчасти — аграрной программой Гракхов.
Деятельность триумвиров была фактически приостановлена в 129 году до н. э. в результате противодействия Сципиона Эмилиана. Этот политик, связанный родством с представителями обеих враждующих «партий», сразу по возвращении из Испании в 132 году до н. э. заявил, что «если Гракх имел намерение захватить государство, то он убит по праву». Это стало ответом на вопрос, заданный в народном собрании Гаем Семпронием и Марком Фульвием Флакком либо Гаем Папирием Карбоном. Целью вопроса, по мнению советской исследовательницы Натальи Трухиной, было «вбить клин между народом и его любимым героем», то есть Сципионом Эмилианом. Позже (в 131 или 130 году до н. э. ) Карбон выдвинул законопроект, разрешавший переизбрание народных трибунов. В комиции Сципион Эмилиан выступил против этой инициативы, Гай Гракх — за. «Но мнение Сципиона перевесило».
Это событие стало началом нового витка политической борьбы. Враги реформ сгруппировались вокруг Сципиона Эмилиана. Аграрная комиссия, неформальным главой которой в эти годы некоторые учёные называют Гая Семпрония, начала отбирать излишки общественных земель у союзников, и многочисленные жалобы италийских землевладельцев начали поступать в сенат и к Сципиону лично. Последний использовал это, чтобы убедить сенат урезать полномочия комиссии. Отныне триумвиры не могли разбирать спорные вопросы, решая, какая земля является частной собственностью, а какая входит в состав ager publicus. Это стало прерогативой консулов, которые в свою очередь фактически отстранились от проблемы. В результате со 129 года до н. э. аграрная комиссия была обречена на бездействие, хотя формально существовала по крайней мере до 124 года до н. э.. Это стало самым тяжёлым поражением «партии» реформ со времени гибели Тиберия Гракха.
Ситуация в Риме продолжала обостряться. Появились слухи о скором назначении Сципиона Эмилиана диктатором, а сторонники реформ использовали это для заявлений, будто он собирается аннулировать закон Гракха и «устроить вооружённую бойню». Публий Корнелий в ответ говорил, что существует опасность для его жизни, и вскоре (в апреле или мае 129 года до н. э.) он действительно был найден мёртвым в собственной постели, хотя накануне был здоров. В Риме говорили, что это убийство, совершённое из мести, и что на шее умершего остались следы удушения, а в качестве возможных убийц называли — вместе и по отдельности — Гая Карбона, Марка Фульвия Флакка, Семпронию, Корнелию и Гая Гракха. Лучший друг умершего Гай Лелий Мудрый настаивал на естественной причине смерти, и расследование так и не было проведено. Тем не менее результатом всех этих событий стали откровенно враждебные отношения между Гаем Семпронием и сенатом: Гай винил сенаторов в безнаказанном убийстве своего брата, а те видели в нём крайне опасного человека, которого ни в коем случае нельзя было допускать к власти.

### Квестура и проквестура
В 126 году до н. э. Гай Семпроний сделал первый шаг по традиционному для римского нобиля cursus honorum — стал квестором. Он счёл нужным обосновать своё решение начать правильную политическую карьеру рассказом об увиденном им сне.

Гай не хотел принимать никаких должностей, предпочитал жить в тишине и покое, но брат явился ему во сне и сказал так: «Что же ты медлишь, Гай? Иного пути нет. Одна и та же суждена нам обоим жизнь, одна и та же смерть в борьбе за благо народа!»
— Плутарх. Тиберий и Гай Гракхи, 22 (1).
Рассказ об этом сновидении историк Целий Антипатр услышал от самого Гая Семпрония. Плутарх пишет об этом со ссылкой на Марка Туллия Цицерона. По мнению Фридриха Мюнцера, этот сюжет вместе с рассказом Гая Семпрония об удивительных событиях, предшествовавших смерти его отца, показывает уверенность Гракха в наличии особой связи между ним и высшими силами. Немецкий исследователь проводит здесь параллель со «сципионовской легендой».
Квестор вскоре покинул Рим: он отправился вместе с одним из консулов, Луцием Аврелием Орестом, на Сардинию, где восстали местные племена. Известно, что вместе с ним на этом острове служил тоже начинавший свою карьеру Марк Эмилий Скавр. У Гая в этой провинции были старые связи: Сардинию завоевал его прадед, а его отец находился там в качестве проконсула дважды — в 176—175 и 162 годах до н. э. Поэтому, когда легионеры остались без тёплой одежды на зиму, Гракх смог добиться безвозмездной помощи от местных общин. Царь Нумидии Миципса, клиент его родни по материнской линии, в знак уважения к Гаю Семпронию прислал для армии хлеб. Известия об этом обеспокоили сенат, увидевший в поведении квестора «первую попытку проложить себе путь к народной благосклонности».
Восстание было подавлено, но сенат тем не менее старался подольше удерживать на Сардинии Ореста, а вместе с ним и Гракха. Целью сенаторов было хотя бы на время оставить «партию» реформ без вождя (Марка Фульвия Флакка тогда же удерживали в Галлии). Полномочия консула и его квестора были продлены на 125, а потом и на 124 год до н. э. Но в 124 году Гай самовольно оставил провинцию и вернулся в Рим.
Приблизительно в это же время народный трибун Марк Юний Пенн добился принятия закона о выдворении из Рима всех не-граждан, среди которых было много сторонников реформ. Цицерон в трактате «Брут» оценил это как «очень тонкое действие против Гая Гракха». Известно, что последний безуспешно пытался противодействовать этой инициативе. В историографии есть мнение, что это происходило сразу после возвращения Гая с Сардинии; Мюнцер датирует закон Пенна 125 годом до н. э. и предполагает, что упомянутая у Феста речь Гракха против этого закона в действительности представляла собой письменный текст, присланный в Рим из провинции.
Народ встретил Гая с восторгом, а вот сенат продемонстрировал свою враждебность и предал Гракха цензорскому суду за самовольное оставление должности. Подсудимый в своей речи перед присяжными сослался на то, что отслужил в армии двенадцать лет вместо положенных десяти, а квестором был три года при обязательном одном годе. Затем он произнёс ещё одну речь, уже в народном собрании, в которой настаивал на образцовом характере своей службы на Сардинии:

Я вёл себя в провинции, как я полагаю, в соответствии с вашими интересами, а не так, как требовало моё тщеславие. У меня не было никаких попоек, я не держал при себе красивых мальчиков… Я прожил в провинции так, чтобы никто не мог достоверно утверждать, что я при исполнении служебных обязанностей получил [лишний] асс или больше, или что дела мои ввели кого-либо в издержки. Я провёл в провинции два года; если какая-либо продажная женщина вошла в мой дом или если я соблазнил хоть чьего-либо молоденького раба, считайте меня самым последним негодяем из всех людей.
— Авл Геллий. Аттические ночи, XV, 12, 1—3.
В результате Гай Семпроний был полностью оправдан. Тогда враги обвинили его в ведении агитации среди союзников, которая якобы привела к восстанию города Фрегеллы в Кампании. Но Гракх и на этот раз смог полностью оправдаться. Вскоре после этих событий (летом 124 года до н. э.) он выдвинул свою кандидатуру в народные трибуны. По словам Плутарха, на тот момент «все, как один, известные и видные граждане» были против Гая, но простой люд собрался, чтобы проголосовать за него, в огромном множестве со всей Италии. Из-за противодействия знати Гракх стал только четвёртым по числу поданных за него голосов. Этого было достаточно, чтобы войти в состав коллегии трибунов, но определение Аппиана «блестяще избранный» явно не соответствует действительности, как и формулировка Орозия — «стал народным трибуном в результате возмущения». Из других членов этой коллегии известны по именам только двое — Марк Юний Силан и Ауфей.

## Трибунат
Целью Гая Семпрония, когда он занял должность трибуна, было отомстить за гибель брата и закончить начатое им дело. Тиберия он оплакивал в самых первых своих речах перед народом, произнесённых в новом качестве; о том же он говорил в последней своей речи, процитированной Цицероном, — «Куда мне, несчастному, обратиться? Куда кинуться? На Капитолий? Но он обагрен кровью брата. Домой? Чтобы видеть несчастную мать, рыдающую и покинутую?» Месть за брата и продолжение его реформ стали для Гая делом всей его жизни, о выполнении которого он думал восемь с половиной лет (лето 133 — декабрь 124 гг. до н. э.). Поэтому он оказался намного лучше, чем Тиберий, готов к политической деятельности и, придя к власти, начал осуществлять программу радикальных и всеобъемлющих преобразований. Не во всех его законопроектах речь шла о фундаментальных реформах: в отдельных случаях Гракх предлагал сиюминутные меры, целью которых было расширение его власти для дальнейших преобразований или нанесение удара по старым врагам.
Сохранившиеся источники дают очень скудную информацию о деятельности Гая Семпрония на посту трибуна. Учёные вынуждены строить предположения как о конкретном содержании его законодательных инициатив, так и о времени их выдвижения; нет ясности даже о том, что Гай сделал в первый свой трибунский год, а что — во второй. Три основных источника — «Римская история» Аппиана, плутархова биография братьев Гракхов и периохи к Титу Ливию — сообщают разные данные. Так, Аппиан упоминает в связи с первым трибунатом Гая Семпрония только хлебный закон; эпитоматор Ливия пишет, что во время первого трибуната были приняты хлебный и земельный законы и было внесено предложение о расширении сената за счёт всадников, а во время второго трибуната началось выведение колоний; Плутарх сначала рассказывает обо всех законопроектах Гракха, а уже потом — о выборах магистратов на 122 год до н. э., происходивших летом 123 года. Поэтому картина вырисовывается только в самых общих чертах. Тем не менее исследователи пытаются выстроить предполагаемую последовательность законов Гракха. По мнению российского учёного Эрнста Фельсберга, она была такой:
1. lex de capite civia Romani (закон, гарантирующий безопасность граждан);
2. lex frumentaria (хлебный закон);
3. lex agraria (аграрный закон);
4. lex iudiciaria (судебный закон);
5. lex de coloniis deducendis (закон о выведении колоний);
6. lex de sociis et nominae (закон о гражданстве)[107].

Чешский исследователь Милан Бартошек выделяет девять основных законов и выстраивает их в иной последовательности:
1. lex agraria;
2. lex de abactis (о запрете для магистратов, смещённых волей народа, добиваться других должностей);
3. lex de capite civia Romani;
4. lex de coloniis Tarentum et Capuam deducendis;
5. lex de provincia Asia (о сдаче земли в Азии в аренду цензорами);
6. lex frumentaria;
7. lex militaris (об улучшении положения солдат);
8. lex iudiciaria;
9. lex de provinciis consularibus (о порядке выделения провинций для консулов)[108].

Семь законов Бартошек уверенно относит к первому трибунату, а восьмой и девятый — либо к первому трибунату, либо ко второму. По мнению Теодора Моммзена, Гай начал с хлебного закона, а по мнению Сергея Ковалёва — с закона, гарантировавшего безопасность граждан. Современный российский исследователь Алексей Егоров ставит в начало списка lex de capite civia Romani и lex de abactis.

### Законы о полномочиях народного собрания
В числе законопроектов Гракха были две инициативы, направленные на демократизацию политической системы. Первая из них, согласно Плутарху, предполагала запрет на продолжение политической карьеры для людей, смещённых со своих должностей по решению народа. Это означало приравнивание недоверия, выраженного народным собранием, к цензорскому высказыванию. Многие исследователи считают, что целью этой инициативы было всего лишь запугать врагов реформ и отомстить одному из них — Марку Октавию, коллеге и противнику Тиберия, — и что законопроект оказался настолько необычным для Рима, что его пришлось отозвать. Согласно другой точке зрения, Гай Семпроний преследовал более широкие цели, продолжая старую борьбу плебса за свои права: в частности, он предлагал инкриминировать смещённым магистратам «оскорбление величия римского народа». Согласно этой версии, инициатива всё же стала законом, причём не имеющим (по предложению всё того же Гракха) обратной силы. Диодор сообщает, что Гай Семпроний простил Марка Октавия, уважив просьбы своей матери, а Плутарх мог неправильно понять этот эпизод, решив, что речь идёт об отказе трибуна от принятия закона.
Второй законопроект предусматривал запрет на казнь или изгнание граждан без решения народного собрания; соответственно народ получал право судить тех магистратов, которые нарушили это правило. Трибун апеллировал к старинным обычаям:

…Разве не принято у нас искони, если на человека взведено обвинение, грозящее смертною казнью, а он не является перед судьями, то на заре к дверям его дома приходит трубач и звуком трубы ещё раз вызывает его явиться, и лишь тогда, но не раньше, выносится ему приговор?! Вот как осторожны и осмотрительны были наши отцы в судебных делах.
— Плутарх. Тиберий и Гай Гракхи, 24.
Цицерон и Диодор сообщают, что этот закон был принят исключительно ради мести за Тиберия — Публию Попиллию Ленату и другим врагам реформ. Гай Семпроний даже будто бы воскликнул, когда в народном собрании большинство проголосовало за этот закон: «Меч навис над моими врагами, а в остальном положимся на то, что даст нам удача». Но большинство исследователей видит здесь не стремление к мести, а борьбу за старые права народного собрания, завоёванные ещё в 449 году до н. э. и подтверждённые «законом Валерия об апелляции к народу», принятым в 300 году до н. э. При этом отдельно подтверждалось право апелляции на решения сенатских судебных комиссий. Действия магистратов, обвиняемых в нарушении этого закона, приравнивались к умалению величия римского народа, и наказанием за это должна была стать смерть на «зловещем дереве», то есть на кресте.
Вне зависимости от подлинной направленности данного закона Публию Попиллию Ленату пришлось уйти в изгнание; возможно, он был формально осуждён. К этому закону впоследствии апеллировали обвинители в ходе ряда громких процессов — Гая Рабирия, Гая Верреса, Луция Сергия Катилины.

### Хлебный закон
Хлебный закон Гая Семпрония устанавливал максимальную цену на зерно, которое продавали с государственных складов беднейшим гражданам, — 6 1/3 асса за модий (8,7 литра). Это была примерно половина от рыночной стоимости. Орозий уверен в том, что в этом вопросе Гай преследовал личные цели: дешёвым зерном он рассчитывал снискать благосклонность бедноты. По подсчётам исследователей, право на дешёвое зерно получили от 80 до 230 тысяч горожан, что составляло 20—60 % от всего населения. Предположительно хлебный закон не был простой благотворительностью: с одной стороны, в Риме жило намного больше народа, нуждавшегося в продовольствии, а с другой, беднейшие слои не могли позволить себе покупать зерно даже за полцены. Исследователи предполагают, что для Гая Семпрония Lex frumentaria был временной мерой, с помощью которой предполагалось содержать часть городского плебса, пока она не выселится в колонии; на это время обладатели 50-процентной скидки становились горячими приверженцами трибуна.
Одним из косвенных последствий этой меры стало активное строительство складов и дорог, благодаря которому многие жители Италии получили работу. Но применение этого закона требовало огромных средств. Предположительно, Гай Семпроний мог профинансировать низкие цены для части плебса, только повышая цены для всех остальных. В результате рост стоимости зерна для существенной части горожан мог составить от 12 до 70 %. Некоторые учёные, напротив, пишут, что постоянное наличие в Риме дешёвого хлеба сбивало рыночную цену, что пагубно отражалось на италийском сельском хозяйстве.

### Аграрный закон
В историографии нет единого мнения о том, был ли при Гае Семпронии принят новый аграрный закон. Такая инициатива упоминается в периохах к Титу Ливию, автор сочинения «О знаменитых людях» говорит об «аграрных и хлебных законах», но Плутарх и Аппиан не упоминают никакой новый Lex agraria. Гай Веллей Патеркул пишет, что Гай Семпроний «делил поля и запрещал всякому гражданину иметь больше 500 югеров земли, что некогда уже было установлено законом Лициния»; таким образом, согласно этому автору, Гай действовал в аграрном вопросе исключительно в рамках закона, принятого его братом («закон Лициния» — это Lex Licinia-Sextia, подтверждённый Тиберием Семпронием). Наконец, согласно Сикулу Флакку, Гракх «внёс закон о том, чтобы никто не владел в Италии более чем двумястами югерами земли», а согласно Плутарху, он селил в своих колониях «наиболее состоятельных граждан».
Исследователи по-разному интерпретируют эти данные. Так, немецкий учёный Карл Вильгельм Нич считал, что Гай повёл совершенно новую аграрную политику в сравнении с преобразованиями его брата: аграрный передел, по мнению этого учёного, проводился в интересах зажиточных граждан, которые получали больше земли, чем колонисты Тиберия. Беднейшая часть квиритов, по версии Нича, сознательно лишалась Гаем шансов на активную экономическую позицию и должна была довольствоваться полным государственным обеспечением в армии и скидками на хлеб во время мирной жизни. Поддержавшие Нича Жером Каркопино и Густав Блок предположили, что Гай издал новую редакцию аграрного закона, предполагавшую как увеличение наделов, так и восстановление судебной власти аграрных триумвиров, отменённой Сципионом Эмилианом.
По мнению ряда других исследователей, из сообщения Сикула Флакка следует делать вывод не об увеличении земельных наделов для новых получателей, а об уменьшении максимума для арендаторов ager publicus, причём очень существенном — с 500 югеров до 200. Размер наделов применительно к каждой конкретной колонии должен был определяться специальным законом или плебисцитом, причём в среднем эти участки были не слишком большими — около 30 югеров; всё это должно говорить о том, что аграрная политика Гая была направлена на поддержку среднего и мелкого крестьянства. Сторонники этой версии полагают, что Гай принял новый аграрный закон «рамочного характера», установивший только общие принципы (детали должны были постоянно пересматриваться). В частности, новый закон мог разрешать выводить колонии не только в Италию, но и в провинции; включать в число колонистов не только граждан, но и союзников; определять статус колоний и их главных должностных лиц (преторов-дуумвиров); устанавливать общие принципы межевания земель.
Наконец, есть мнение, что никакой новый аграрный закон при Гае принят не был, так как все необходимые правовые основы для аграрных преобразований заложил закон Тиберия, а при младшем Гракхе ничего принципиально не изменилось. Именно закон Тиберия могут иметь в виду античные авторы, говорящие о Lex Sempronia.

### Выведение колоний
Важной частью преобразований Гая Семпрония стало выведение им колоний в разные регионы Италии и за её пределы. Это начинание было связано с дефицитом государственных земель и с желанием трибуна оживить общую экономическую ситуацию в Средиземноморье. Источники сообщают о целом ряде римских колоний, выведенных в те годы.
- Тарент на границе Апулии, Калабрии и Лукании. Этот город пребывал в упадке со времён Второй Пунической войны, когда он поддержал карфагенян; в качестве колонии Тарент мог стать крупной перевалочной базой для сбыта сельскохозяйственной продукции[137].
- Капуя[138]. Старая столица Кампании, тоже пострадавшая из-за своего союза с Ганнибалом, имела прекрасные перспективы как центр торговли[139].
- Нептуния[140]. Многие исследователи полагают, что это альтернативное название колонии в Таренте[141].
- Минервия и Сколациум — два поселения на восточном побережье Бруттия. Некоторые учёные считают, что это два названия одной колонии[141]. По мнению Т. Моммзена, Сколациум был основан не Гракхом, а Марком Ливием Друзом.
- Дертона в Лигурии[142]. Уже у Гая Веллея Патеркула не было точной информации о том, что это за колония[143]. Возможно, в действительности речь идёт о Дертозе в Ближней Испании[141].

Предположительно некоторые колонии Гай Семпроний хотел сделать в первую очередь не аграрными, а торгово-ремесленными центрами. Благодаря нелитературным источникам известно, что при Гракхе римляне получали землю (коллективно или индивидуально) ещё в целом ряде мест в Италии: это Луцерия в Апулии, Сульмон в землях пелигнов, Верулы в Лации, Суэсса Аврунка и Калы в Кампании, Абеллина на границе Кампании и Самния. Многочисленные наделы формировались вдоль Фламиниевой дороги в Умбрии и вдоль Фульвиевой дороги в Лигурии.
Земельных ресурсов Италии в любом случае было недостаточно, чтобы решить проблему обезземеливания граждан. Поэтому у Гая Семпрония появились планы по выведению колоний в другие части Средиземноморья. Его коллега по трибунату Рубрий стал автором закона об основании поселения Юнония на месте Карфагена, разрушенного в 146 году до н. э. Шесть тысяч колонистов, римлян и латинов, должны были получить большие участки земли — от 50 до 250 югеров (в среднем 75 югеров на одну семью), а землеустройством занялась комиссия, в которую вошли сам Гракх, Марк Фульвий Флакк и, возможно, Гай Папирий Карбон. Весной 122 года до н. э. Гай 70 дней пробыл в Африке, решая все насущные для Юнонии вопросы. Неясно, произошло ли при нём формальное основание колонии, но процесс наделения землёй точно начался, и существование Юнонии в более поздние годы — доказанный факт. Правда, предполагавшихся изначально масштабов эта колония так и не достигла, и большинство переселенцев в конце концов вернулось в Италию. Из всех гракховых колоний продолжила жить, по-видимому, только Нептуния.

### Военная реформа
Один из источников упоминает военный закон Гая Гракха (lex militaris), сообщая, что этот закон «заботился о воинах, требуя, чтобы их снабжали одеждой на казённый счет, без всяких вычетов из жалования, и чтобы никого моложе семнадцати лет в войско не призывали». Оба этих положения могли быть связаны с личным опытом Гая, полученным во время квестуры на Сардинии: римская армия, находившаяся на этом острове, в какой-то момент осталась без зимней одежды, а кроме того, согласно одной из гипотез, там служил племянник Гракха. Этому юноше не могло быть больше шестнадцати лет, и он предположительно умер на острове, став жертвой нездорового климата.
Диодор пишет о вреде военного закона Гракха: «ослабляя в законодательном порядке суровость старой дисциплины, как средство снискать благосклонность солдат, он привнёс неповиновение и анархию»; связать этот пассаж с сообщением Плутарха не представляется возможным. В целом источники говорят о явно популистском характере lex militaris, никак это не уточняя. Существуют гипотезы, что закон рассматривал достаточно широкий круг вопросов: в частности, сокращал общий срок службы, отменял телесные наказания и менял статус военных трибунов, которых теперь выбирали солдаты. Кроме того, Гай Гракх мог отменить все вычеты из солдатского жалованья — не только на одежду, но и на продовольствие. Все эти меры должны были улучшить морально-психологическую обстановку в армии, гарантируя определённый набор прав для рядового состава, набиравшегося из мелких земельных собственников. В целом данный закон мог быть попыткой «вернуть армии традиционное крестьянское лицо».

### Судебный закон
Гай Семпроний рассчитывал использовать в своей борьбе против сената всадническое сословие и, в частности, провёл в интересах всадников судебную реформу. Античные авторы дают скудную и противоречивую информацию о его Lex iudiciaria. Многие источники пишут о переходе контроля над судами от одного сословия к другому: Гай «передал суды всадникам и сделал республику двухголовой» (Марк Теренций Варрон), «похитил у сената для всадников бремя судейства» (Гай Веллей Патеркул), «отняв у сенаторов суд, …назначил судьями всадников» (Диодор Сицилийский), «суды, презираемые за мздоимство, …передал от сенаторов всадникам» (Аппиан Александрийский). Дион Кассий утверждает даже, будто эта передача произошла ещё при Тиберии Семпронии. По словам Марка Туллия Цицерона, к 70 году до н. э. «всадническое сословие судило на протяжении более чем 50 лет».
В то же время Плутарх пишет, что Гай «избрал добавочно 300 человек всадников и, добавив их к имеющимся 300 сенаторам, создал государственные суды, (состоящие) из 600 судей». Эпитоматор Ливия даёт третью версию — о включении 600 всадников в состав сената. К этой противоречивой информации добавляются сохранившиеся фрагменты из судебного закона эпохи Республики, который раньше связывали с именем Гая Сервилия Главции (конец 100-х годов до н. э.), а теперь атрибутируют как закон Ацилия (Мания Ацилия Глабриона, одного из коллег Гая Семпрония по трибунату). Этот закон уточняет отдельные вопросы в делах о злоупотреблениях: на судей в случае, «если они откажутся выносить судебное решение более чем дважды в течение одного разбирательства», должен накладываться штраф; любой обвинитель-неквирит может претендовать на получение римского гражданства в случае успеха; осуждённый должен возместить нанесённый им ущерб в двойном размере.
На основе всех этих данных некоторые учёные, начиная с Теодора Моммзена, считают, что версии Плутарха и Ливия восходят к первоначальному проекту Гая, со смешанными судейскими коллегиями, и что позже, столкнувшись с противодействием сената, трибун разработал окончательный вариант — с одними всадниками в качестве присяжных и с процедурными деталями. При этом допускается, что Гай действительно намеревался разбавить сенат всадниками. Другие исследователи, включая Фридриха Мюнцера, настаивают на правоте Плутарха, использовавшего в работе речи Гая и труды современных ему историков; есть и мнение, что Гракх изначально хотел сделать суды всадническими, а Плутарх и Ливий ошибаются.
Остаётся неясным ещё одно обстоятельство — касался ли судебный закон Гая Семпрония всех постоянных судебных коллегий или только одной из них, занимавшейся делами о злоупотреблениях наместников в провинциях (quaestio repetundarum). В любом случае последняя коллегия имела наибольшее политическое значение; забирая контроль над ней у сенаторов, трибун наносил серьёзный удар по этому сословию и предоставлял всадникам важные властные рычаги.

### Закон о провинции Азия
Для осуществления реформ Гаю Семпронию были нужны огромные средства. Он не имел доступа к доходам, которые Республика получала от завоевательных войн. Поэтому трибун добился введения десятины в богатейшем из владений Рима — образованной незадолго до того провинции Азия. Согласно очередному Семпрониеву закону право собирать этот налог продавалось, причём не на месте, как на Сардинии или в Сицилии, а в Риме; соответственно откупщиками всегда становились римляне, а жалобы на них тоже должны были рассматриваться в столице, что практически гарантировало благоприятный для ответчиков исход. В будущем передача налогов на откуп должна была привести к росту коррупции и к пагубным последствиям для провинциалов, но в ближайшей перспективе она имела положительный эффект. Рим получил гарантированный доход, не зависевший от конкретных магистратов, а Гракх получил поддержку со стороны представителей коммерческих кругов, которые занялись экономическим освоением восточных земель.

### Закон о консульских провинциях
До эпохи Гракхов сенат принимал решения о том, в какие провинции направить консулов, уже после того, как эти магистраты были избраны. Это открывало возможности для разного рода закулисных сговоров. Гай Семпроний добился более демократичной процедуры: отныне решение о провинциях принималось ещё до выборов. При этом народные трибуны не имели права налагать вето на такие решения.

### Закон о гражданстве
Последним пунктом в программе гракховых преобразований должно было стать расширение круга римских граждан. Сделать союзников квиритами планировали уже Тиберий Семпроний Гракх (в 133 году до н. э.) и Марк Фульвий Флакк (в 125 году до н. э.). Данные источников о планах Гая в этом вопросе расходятся: по данным Аппиана, трибун хотел предоставить римские гражданские права латинам, а латинское гражданство — всем остальным жителям Италии; Плутарх пишет только о гражданстве для латинов, а Веллей Патеркул — что трибун «обещал дать гражданство всем италикам, распространив его почти до Альп». Эрнст Фельсберг предположил, что Веллей Патеркул прибег к риторическому преувеличению. Согласно другой гипотезе, впервые выдвинутой Теодором Моммзеном, Гай Семпроний сначала выдвинул более умеренную инициативу, но, столкнувшись с противодействием, сделал законопроект более радикальным. Принятие этого закона в любом случае сделало бы население Италии более однородным в политическом отношении и способствовало бы экономическому подъёму, а Гай в случае успеха получил бы огромное количество новых сторонников. Но именно поэтому lex de sociis et nominae встретил наиболее ожесточённое сопротивление врагов трибуна.

### Политическая борьба
Первые законопроекты Гая Семпрония сделали его самым популярным политиком Республики. Он полностью контролировал работу народного собрания, на его стороне были плебс и всадничество. Как народный трибун, пользовавшийся поддержкой почти всего общества, аграрный триумвир, распорядитель масштабных общественных работ, руководитель «целой армии подрядчиков и агентов» он сосредоточил в своих руках огромные полномочия, а прочие магистраты и сенат на время утратили какое-либо влияние. Сергей Ковалёв пишет в связи с этим о «демократической диктатуре», Алексей Егоров — о «мирной революции» и «всенародно поддерживаемом демократическом лидере». Летом 123 года до н. э. Гай был выбран трибуном и на следующий год, хотя даже не выдвигал свою кандидатуру (в историографии есть разные мнения о том, соответствовало ли это переизбрание тогдашнему римскому законодательству). Своего друга Гая Фанния Гракх поддержал в его претензиях на консулат, и это обеспечило Фаннию лёгкую победу.
Но вскоре ситуация начала меняться. На сторону врагов Гая перешла зажиточная часть плебса, недовольная последствиями хлебного закона; многих плебеев возмущали планы трибуна расширить круг граждан; крупные землевладельцы со всей Италии, оказавшиеся под ударом из-за аграрного передела, должны были испытывать по отношению к Гракху настоящую ненависть. Всадники не собирались его поддерживать, поскольку получили от него всё, что могли, и не хотели идти на конфликт с сенатом. Последний, изначально враждебный Гаю, в конце 123 года до н. э. перешёл к активным действиям, и первый повод для этого дало выведение колоний.
Идея Гракха основать колонию в Африку, на месте разрушенного Карфагена, оказалась крайне спорной. Римляне боялись того, что Юнония в будущем станет соперником или даже смертельным врагом их города — как пунийская столица когда-то. Место, на котором стоял Карфаген, после Третьей Пунической войны было проклято, и на нём запрещено было впредь селиться, а нарушители этого запрета могли считаться святотатцами; к тому же многие плебеи не хотели переселяться в провинцию даже ради больших земельных наделов. Враги Гая Семпрония использовали всё это в своей пропаганде. Главным противником Гракха стал его коллега по второму трибунату Марк Ливий Друз — один из знатнейших и богатейших нобилей Рима. Тактика Друза заключалась в том, чтобы предлагать плебсу от имени сената ещё более радикальные, хотя и менее осуществимые, реформы и таким образом лишать Гая его сторонников. В частности, в ответ на законопроект Гракха об основании двух колоний, в которых поселенцы должны были вносить небольшую арендную плату в пользу государства, Марк Ливий предложил вывести двенадцать колоний на три тысячи человек каждая, причём без каких-либо платежей; соответствующий закон был принят. Чтобы нейтрализовать предложение Гая о предоставлении гражданства италикам, Друз добился запрета на телесные наказания для последних — даже во время несения воинской службы. Эта мера снискала ему популярность, поскольку ничего не стоила гражданам.
Эти события изменили расстановку сил. На сторону сената перешёл один из действующих консулов Гай Фанний, который, в частности, выступил против законопроекта о гражданстве. Накануне решающего голосования этот магистрат приказал выдворить из города всех италиков, чтобы уменьшить число сторонников Гракха, и произнёс «искусную и возвышенную» речь (De sociis et nomine latino contra C. Gracchum), в которой обратился к римлянам с вопросом:

Неужели вы думаете, что, предоставив латинам гражданские права, вы и впредь будете стоять здесь в народном собрании, как вы стоите теперь передо мной, или что вы и впредь будете занимать те же места, что теперь, на всех играх и развлечениях? Неужели вы не понимаете, что эти люди заполнят все места?
— Моммзен Т. История Рима. Ростов н/Д., 1997. Т. 2. С. 90—91..
Голосование, предположительно, так и не состоялось: либо Друз наложил своё вето, либо Гракх сам снял законопроект с обсуждения, понимая его бесперспективность. О пессимистическом настрое Гая может говорить тот факт, что он не попытался помешать выдворению италиков из Рима, а однажды даже прошёл мимо своего знакомого, которого только что арестовали ликторы Фанния. Возможно, на этом этапе Гракх понимал шаткость своего положения и предпочёл бы прийти к компромиссу с нобилитетом, но его главный союзник Марк Фульвий Флакк был настроен радикально и не боялся даже открытой вооружённой борьбы.

## Гибель
«...Гай не хотел вооружаться вовсе, но, словно отправляясь на форум, вышел в тоге, лишь с коротким кинжалом у пояса. В дверях к нему бросилась жена и, обнявши одной рукою его, а другой ребенка, воскликнула: «Не народного трибуна, как в былые дни, не законодателя провожаю я сегодня, мой Гай, и идешь ты не к ораторскому возвышению и даже не на войну, где ждет тебя слава, нет! — но сам отдаёшь себя в руки убийц Тиберия. Ты идешь безоружный, и ты прав, предпочитая претерпеть зло, нежели причинить его, но ты умрешь без всякой пользы для государства. Зло уже победило. Меч и насилие решают споры и вершат суд... После убийства твоего брата есть ли еще место доверию к законам или вере в богов?» Так сокрушалась Лициния, а Гай мягко отвел ее руку и молча двинулся следом за друзьями. Она уцепилась было за его плащ, но рухнула наземь и долго лежала, не произнося ни звука».
На летних выборах 122 года до н. э. Гай Семпроний потерпел поражение. Зато одним из консулов был выбран его заклятый враг Луций Опимий, проигравший выборы Фаннию годом ранее и теперь баллотировавшийся, чтобы отомстить Гракху за эту неудачу. 10 декабря 122 года Гай стал частным лицом, и вскоре после 1 января 121 года до н. э., когда Опимий принял полномочия, один из членов новой трибунской коллегии, Марк Минуций Руф, предложил ликвидировать колонию Юнония. Это был удар по любимому детищу Гая, нанесённый, чтобы спровоцировать его на открытое выступление и уничтожить как бунтовщика. Инициатива Руфа подкреплялась слухами о неблагоприятных африканских знамениях: волки якобы растащили межевые столбы, а ветер разбросал внутренности жертвенных животных на алтарях.
Ко дню голосования в Риме была очень нервная обстановка. Вооружённые сторонники Опимия заняли храм Юпитера, многие приверженцы Гракха пришли в народное собрание тоже с оружием, и кто-то из них нанёс смертельную рану консульскому ликтору Квинту Антиллию (Гай в это самое время ходил в раздумьях по галерее храма Юпитера). Тело погибшего торжественно принесли на заседание сената, и там тут же было принято чрезвычайное постановление, облекавшее Луция Опимия неограниченными полномочиями для восстановления порядка. Это был первый в истории Рима случай объявления фактически военного положения без назначения диктатора. Собрание же так и не началось из-за дождя.
Следующую ночь обе стороны конфликта посвятили подготовке к решающей схватке: Опимий собрал отряд критских лучников, приказал вооружиться и явиться на Капитолий всем сенаторам и всадникам (каждому — с двумя вооружёнными рабами), Марк Фульвий Флакк со своей стороны собирал плебс. Гай Семпроний держал совет с приближёнными в своём доме. По-видимому, он понимал безвыходность положения: мирное соглашение с врагами было уже невозможно, но и шансов на победу в открытом столкновении у гракханцев не было. Тем не менее Гай после некоторых колебаний согласился мобилизовать всех сторонников для уличных боёв. Утром, когда его и Флакка вызвали в сенат для дачи объяснений, они в качестве ответа заняли Авентин, а в сенат отправили только младшего сына Флакка, который «обратился к консулу и сенату со словами примирения».
Опимий приказал арестовать посланника и двинул на Авентин свои вооружённые силы. Началось полномасштабное сражение, шедшее, согласно Орозию, с переменным успехом, пока Опимий не ввёл в бой лучников. Под обстрелом гракханцы обратились в бегство. Флакк был убит, а Гракх, не участвовавший в схватке, укрылся в храме Дианы. Там он хотел покончить с собой, но двое друзей, Помпоний и Лициний, уговорили его бежать на другой берег Тибра. Сами они преградили погоне путь у деревянного моста через реку и там погибли в бою; Гай же в сопровождении своего раба Филократа, хотя и вывихнул во время бегства ногу, добрался до рощи, посвящённой фуриям. Там Филократ по приказу хозяина пронзил его мечом.
За голову Гая Семпрония Луций Опимий ещё перед схваткой назначил вознаграждение — золото того же веса. Человек, нашедший труп, отрубил голову и понёс её к консулу, но некто Септумулей отобрал этот трофей, вынул из отрубленной головы мозг и залил на его место расплавленный свинец, чтобы награда была больше. В итоге, «когда голову положили на весы, весы показали семнадцать фунтов и две трети». Септумулей получил своё золото.
Тело Гая Семпрония победители бросили в Тибр, его имущество было конфисковано, а вдове запретили оплакивать погибшего. В общей сложности жертвами репрессий стали около трёх тысяч человек.

## Интеллектуальные занятия
Гай Семпроний был выдающимся оратором. Античные авторы пишут, что он выступал в очень эмоциональной манере, первым из римлян начав «во время речи расхаживать по ораторскому возвышению и срывать с плеча тогу». Говорил он «грозно, страстно и зажигательно», сопровождая речь энергичными жестами. Нередко Гай терял над собой контроль во время выступления, срываясь на крик и брань, а потом умолкая; чтобы бороться с этим, он приказал своему рабу стоять у него за спиной со специальным музыкальным инструментом (особой разновидностью свирели или флейты) и «брать тихий и нежный звук», как только он начинал повышать голос. Слыша этот звук, оратор успокаивался. «Стремительность» считал главным отличием ораторской манеры Гая Апулей. По одной из версий, именно Гай Семпроний первым из ораторов начал произносить речи в народном собрании, повернувшись лицом к народу, а не к Гостилиевой курии, где заседал сенат.
Марк Туллий Цицерон называет Гая Семпрония «человеком замечательного дарования», говоря, что «никогда не существовал человек, одаренный для красноречия полнее и богаче», и что латинская словесность понесла из-за его ранней гибели невосполнимую потерю. Квинт Муций Сцевола Авгур в цицероновом трактате «Об ораторе» говорит, что братья Гракхи, «и природой, и наукой подготовленные для витийства», — самые красноречивые люди, каких ему приходилось слышать (за исключением Луция Лициния Красса и Марка Антония). По словам Цицерона, слушая страстные речи Гая, даже его враги не могли удержаться от слёз.
«Даже если вы, квириты, призовете на помощь всю свою рассудительность и порядочность, вы все равно не найдете среди нас никого, кто вышел бы на эту трибуну бескорыстно. Все мы, произносящие здесь речи, к чему-либо стремимся, и каждый, кто выступает перед вами, делает это лишь ради того, чтобы достичь выгоды, и ни для чего другого. Я сам убеждаю вас увеличить пошлины с целью облегчения управления своими интересами и государственными делами. Я выступаю не задаром, но, по правде говоря, я хочу от вас не денег, а уважения и почёта. Те, кто выступают перед вами с намерением разубедить вас принимать этот закон, хотят не почета от вас, а денег от Никомеда. Те же, кто убеждают вас принять этот закон, тоже не стремятся к доброй славе. Они ждут от царя Митридата наград и денег на собственные нужды. Ну а те, кто [присутствуя] здесь сейчас молчат — самые ловкие: они получают деньги со всех сторон и всех обманывают».
Речи Гракха читали и изучали в последний век Республики (в частности, это был «почти единственный из старых ораторов», кого читал Марк Юний Брут) и даже во времена империи, когда политическое красноречие было не в моде. Авл Геллий сообщает даже, что многие ценители ставили Гая как оратора выше самого Цицерона. Тацит включил Гракха в список самых выдающихся римских ораторов, отказавшись при этом решать, кто в этом списке самый красноречивый: «по сравнению с Катоном Старшим Гай Гракх содержательнее и глубже, по сравнению с Гракхом Красс утончённее и изящнее, по сравнению с ними обоими Цицерон яснее, образованнее и возвышенней, а Корвин мягче и доступнее Цицерона, и к тому же требовательнее к себе в выборе выражений». Ряд фрагментов речей Гракха сохранился благодаря латинским грамматикам и Плутарху, использовавшему их в качестве источника при работе над биографией Гая.
С характеристикой Гракха как «самого горячего и искреннего из всех римских ораторов» долгое время были согласны все исследователи. По мнению Моммзена, «пламенная страсть» (ненависть к убийцам брата) сделала Гая лучшим оратором в истории Рима; историк пишет о «страстности натуры» и «буйном потоке красноречия», которому никто не мог противостоять. Но позже учёные обратили внимание на несоответствие между характеристикой Гая-оратора в источниках и сохранившимися фрагментами его речей: аргументы Гракха чаще были деловыми, а не эмоциональными, а в некоторых случаях изложение больше похоже на протокол, чем на живую речь. По-видимому, оратор больше полагался на факты, чем на манеру их подачи.
В общей сложности известно о девятнадцати речах Гая Семпрония:
- «В защиту Веттия» (pro Vettio)[79], до 126 года до н. э.;
- «В поддержку закона Папирия» (ut lex Papiria accipiatur)[66], 131 год до н. э.;
- «О законе Пенна и иностранцах» (de lege Penni et peregrini), 125 год до н. э.;
- «В собрании перед народом» (in contione ad populum)[216], 124 год до н. э.;
- «Перед цензорами» (oratio apud censores)[93][84], 124 год до н. э.;
- «Выступление против закона Ауфея» (oratio, qua legem Aufeiam dissuasit)[209], 124 или 123 год до н. э.;
- «Против Плавтия»[217] (in Plautium; возможно, речь о Марке Плавтии Гипсее[218]), время произнесения неизвестно;
- «Против Луция Кальпурния Пизона Фруги» (in L. Calpurnium Pisonem Frugi)[219][220], 123 год до н. э.;
- «Против Квинта Элия Туберона» (in Q. Aelium Tuberonem); время произнесения неизвестно, но предположительно это было не раньше 123 года до н. э.;
- «Против Публия Попиллия Лената» (in P. Popillium Laenatem, две речи)[111][221][222], 123 год до н. э.;
- «Против Попиллия и матрон» (in Pompilium et matronas); об этой речи неизвестно ничего;
- «Об обнародовании законов» (de legibus promulgatis)[223];
- «Против Луция Цецилия Метелла» (in L. Caecilium Metellum; возможно, речь о Луции Цецилии Метелле Диадемате[224]);
- «О законе Гнея Марция Цензорина» (in rogatione Gn. Marcii Censorini, две речи, произнесённые предположительно в 123 году до н. э.);
- «Обращение к Луцию Фурию Филу» (adversus L. Furium Phylum, произнесено предположительно в 121 году до н. э.);
- «Против Мения» (in Maenium), предположительная дата — 121 год до н. э.;
- «О законе Минуция» (de lege Minucia), 121 год до н. э.[225]

Сохранились небольшие фрагменты почти всех этих речей за исключением трёх: «В защиту Веттия», «Против Плавтия» и «Против Луция Кальпурния Пизона Фруги». Кроме того, есть несколько отрывков, которые невозможно отнести к какой-то конкретной речи.
Плутарх ссылается на «одну из книг» Гая в знаменитом эпизоде о том, как «Тиберий, держа путь в Нуманцию, проезжал через Этрурию и видел запустение земли, видел, что и пахари и пастухи — сплошь варвары, рабы из чужих краев, и тогда впервые ему пришел на ум замысел, ставший впоследствии для обоих братьев источником неисчислимых бед». Цицерон в разных книгах трактата «О дивинации» говорит о «записках» Гая и его же письме к Марку Помпонию, в обоих случаях пересказывая одну и ту же историю о смерти отца автора. Мнения исследователей по этому вопросу расходятся: все три упоминания могут относиться к одному тексту, политическому памфлету, посвящённому Помпонию, либо речь о двух разных текстах — письме у Цицерона и одной из речей у Плутарха. Поскольку Гай в этом произведении (или произведениях) рассказывает о своём политическом курсе, он может считаться основателем автобиографического жанра в латинской литературе.

## Семья
Гай Семпроний был женат на Лицинии, дочери Публия Красса Лициния Муциана. Последний принадлежал к двум плебейским родам, возвысившимся, как и Семпронии, в III веке до н. э.: по крови к Муциям, по усыновлению — к Лициниям. Помолвку Гая Ф. Мюнцер предположительно датирует 143 годом до н. э., а брак — 137 или 136 годом до н. э. Плутарх, рассказывая о последнем дне жизни Гая Семпрония, упоминает только одного его ребёнка; исследователи предполагают, что детей могло быть двое: сын, не доживший до взрослых лет, и дочь, жена Децима Юния Брута, консула 77 года до н. э.
Одним из квесторов Гая Юлия Цезаря Октавиана в период между 40 и 36 годами до н. э. был некто Тиберий Семпроний Гракх, который мог быть потомком Гая Семпрония или его брата.

## Память о Гае Гракхе

### В античную эпоху
«Народ открыто поставил и торжественно освятил их [Тиберия и Гая] изображения и благоговейно чтил места, где они были убиты, даруя братьям первины плодов, какие рождает каждое из времён года, а многие ходили туда, словно в храмы богов, ежедневно приносили жертвы и молились. Корнелия, как сообщают, благородно и величественно перенесла все эти беды, а об освящённых народом местах сказала, что её мёртвые [сыновья] получили достойные могилы».
Деятельность Гая Гракха известна почти исключительно по более поздним источникам. Сочинения его современников Луция Кальпурния Пизона, Гая Фанния, Семпрония Азеллиона, Посидония, речи братьев Гракхов сохранились до наших дней только в незначительных отрывках.
Сразу после гибели Гая Семпрония народ, по словам Плутарха, был «унижен и подавлен», но вскоре показал, как велики его «любовь и тоска по Гракхам». Изображения братьев были освящены, а в местах их гибели приносились жертвы и совершались молитвы. Луций Опимий в 120 году до н. э. был привлечён народным трибуном Публием Децием к суду по обвинению в казни без суда римских граждан. Защитником стал былой союзник Гракха Гай Папирий Карбон, построивший свою речь на том, что убийство Гая Семпрония было «совершено законно и на благо родине», и добившийся оправдания. Тем не менее позже Опимию, окружённому всеобщей ненавистью, пришлось уйти в изгнание, причём осудили его, по словам Цицерона, «гракховы судьи». Карбон своим предательством Гая тоже восстановил против себя весь Рим и годом позже был вынужден покончить с собой. Корнелия, напротив, дожила свою жизнь, пользуясь почётом как мать Гракхов.
Добрая память о Тиберии и Гае сохранялась и позже; благодаря этому Луций Эквиций, никому не известный человек тёмного происхождения, смог добиться трибуната на 100 год до н. э., объявив, что он — сын Тиберия. Даже в 63 году до н. э., когда после гибели Гая прошло почти 60 лет, оптимат Цицерон, чтобы снискать расположение своих слушателей в народном собрании, был вынужден сказать в своей речи против земельного закона Публия Сервилия Рулла, что Гракхи были «прославленными, умнейшими и глубоко преданными римскому плебсу мужами», «чьи замыслы, мудрость и законы… способствовали устроению многих государственных дел». При этом оратор особо подчеркнул, что похвалы Гракхам не считает преступлением в отличие от большинства римских политиков.
Оценки Гая Гракха в литературных источниках времён Римской республики (это в первую очередь произведения Марка Туллия Цицерона и Гая Саллюстия Криспа) зависели от политических взглядов авторов и от их целей в каждом конкретном случае. Цицерон, являвшийся консерватором, в трактате «О законах» изобразил народный трибунат как одну из основ республики, но при этом раскритиковал отдельных трибунов, в частности — обоих Гракхов, названных им «злокозненными». В деятельности Тиберия и Гая он видел переход «от законности к насилию», могущий иметь пагубные последствия для Рима. В изображении Цицерона Гай сознательно сеял смуту, расточал казну и стремился погубить государство, используя для этого свои выдающиеся способности. Гай Лелий Мудрый в трактате Цицерона говорит, что люди его поколения (современники Гракхов) «уцелели, можно сказать, благодаря своей бдительности».
Цицерон много раз использовал имена Гракхов в своих речах как отрицательный пример, чтобы дискредитировать своих оппонентов, уподобляя их этим историческим деятелям. В один ряд с Гаем Семпронием оратор ставил сторонников Катилины, а в один ряд с Луцием Опимием — не только Сципиона Назику, но и Гая Сервилия Агалу (убийцу Спурия Мелия), Гая Мария, под чьим началом был разгромлен Луций Аппулей Сатурнин, себя как человека, добившегося бессудной казни катилинариев, и Тита Анния Милона, убившего Публия Клодия. Все эти убийства, по его мнению, были совершены справедливо.
В то же время, защищая в 63 году до н. э. Гая Рабирия, Цицерон апеллировал к Семпрониеву закону, запрещавшему казнь римского гражданина без одобрения народного собрания. В этой речи Гай Гракх оказывается для Цицерона примером человека, который не стал использовать несправедливые судебные порядки, чтобы отомстить за брата; это человек, который не только обладал «мужеством, мудростью, влиянием, авторитетом, красноречием», но и «превосходил всех людей» этими качествами.
Гай Саллюстий Крисп в своих исторических трудах развивал теорию «упадка нравов», который, по его мнению, имел следствием кризис Римской республики, начавшийся после взятия Карфагена. История этого «упадка» превращается в изображении Саллюстия в рассказ о «злокозненности» нобилитета, незаконно сосредоточившего в своих руках власть. Гракхи попытались вернуть власть плебсу; они «начали требовать свободы для простого народа и раскрывать преступления кучки людей», за что и были убиты. Историк признаёт, что братья «в своей жажде победы… проявили недостаточную сдержанность», но это в полной мере искупает их мученическая смерть. «Беззаконное торжество» нобилитета, по мнению Саллюстия, относится к числу таких вещей, которые могут погубить великое государство. Деятельность Гракхов выглядит в изображении историка абсолютно законной.
Писатели императорского Рима, принадлежащие к «ливиевой традиции», как правило, критикуют Гракхов с позиций оптиматов, изображая их честолюбивыми демагогами, стремящимися к неограниченной власти, настаивая на деструктивном характере их деятельности и отрицая наличие в их эпоху структурного политического кризиса. Ключевым при таком подходе стал личностный фактор. По мере роста временной дистанции античные историки всё больше нуждались в выделении знаковых фигур, с деятельностью которых можно было связать конкретные исторические процессы. В числе таких персонажей оказался и Гай Гракх.
Эпитоматор Тита Ливия называет законы Гая Семпрония «пагубными», пишет о его «мятеже» и «безумстве», о том, что трибуна победил и убил призванный к оружию народ. Как властолюбца, едва не погубившего государство, изобразил Гая Диодор Сицилийский. По мнению Гая Веллея Патеркула, Гракхи «злоупотребили редчайшими дарованиями» и будто обезумели; Гай Семпроний, превосходивший брата умом и красноречием, мог стать первым человеком в Риме, если бы делал традиционную карьеру, но вместо этого, либо ради мести, либо стремясь к царской власти, выдвинул ряд деструктивных законов. «Он не оставил ничего нетронутым, неповреждённым, спокойным, одним словом, находящимся в прежнем состоянии…» В то же время Веллей Патеркул называет жестокость расправы над Гаем «поразительной» и считает, что Луций Опимий не защищал государство, а скорее мстил за личные обиды.
Для Тацита оба Гракха — «возмутители плебса» (наряду с Сатурнином и Друзом), которые проводили свои законы «насильственно, среди раздоров между сословиями, для достижения недозволенных почестей, для изгнания знаменитых мужей или в других злонамеренных целях». Луций Анней Флор, чей текст восходит главным образом к Ливию, считал, что народные трибуны во все времена стремились к расширению своих полномочий, прикрываясь разговорами о борьбе за равноправие граждан. Трибунская власть для него — «причина всех мятежей», и Тиберий Гракх «воспламенил первый факел раздоров». Гай же стал «не менее страстным борцом» за законы брата. Переизбрание в трибуны и любовь плебса его развратили, так что он потерял чувство меры. В то же время Флор отмечает, что на момент гибели Гай Семпроний был священной и неприкосновенной особой.
Греческий историк II века н. э. Аппиан Александрийский, создавший комплексное описание гражданских войн в республиканском Риме, начал свой рассказ с братьев Гракхов. Но его больше интересовала динамика общественного противостояния, чем вина в этом конкретных исторических деятелей. Для Аппиана аграрные преобразования Гракхов — абсолютно законная мера, и при их проведении трибуны старались заручиться максимально широкой общественной поддержкой. Целью реформы, согласно Аппиану, было обеспечение армии солдатами из числа мелких землевладельцев. Безусловно положительным героем был Гай Семпроний для Плутарха: обладателем «доблести и нравственной высоты», пришедшим в политику скорее по необходимости, чем по собственному выбору, благородным идеалистом, жертвой «преступного обмана»  и стремления сената уничтожить его или хотя бы унизить. В изображении Плутарха Гай добровольно отдаёт себя в руки убийц брата, «предпочитая претерпеть зло, нежели причинить его» . При этом характеристику личности Гая греческий историк выстраивает во многом на его противопоставлении брату, из-за чего у исследователей возникают сомнения в достоверности нарисованной им картины.

### В Средние века и Новое время
Начиная с V века наиболее влиятельными литературными произведениями, рассказывавшими о Гракхах, были «История против язычников» Павла Орозия и трактат Блаженного Августина «О Граде Божьем». Орозий, черпавший фактический материал из Ливия, стремился показать, что не христианизация стала источником бед для Рима, а более ранние события, в том числе деятельность Гракхов; соответственно Гая он называет «великой погибелью для Республики» и фактическим инициатором братоубийственной распри. Агустин, встраивая деятельность Гракхов в христианскую картину мира, взглянул на неё с новой точки зрения: по его мнению, сама деятельность братьев-трибунов, «сеявших вокруг беспорядок и произвол», доказывает, что языческие боги отвернулись от Рима. В течение всего Средневековья в Гракхах видели в первую очередь людей, которые, стремясь к единоличной власти, ввергли родину в смуту. Различия между ними в этот период нивелируются.
Начиная с раннего Нового времени, о Гракхах часто говорили и писали в связи с актуальной политической проблематикой. Их эпоха стала классической эпохой преобразований, с которой проводили параллели разнообразные политики и публицисты. Так, Никколо Макиавелли в своих «Рассуждениях о первой декаде Тита Ливия» доказывал, ссылаясь на историю Римской республики «от Тарквиниев до Гракхов», что народ необходимо привлекать к управлению государством и что столкновения между знатью и плебсом, происходившие в том числе при Гае Семпронии, — «главная причина сохранении в Риме свободы». Тот же автор в «Государе» писал, что политик не должен слишком полагаться на защиту со стороны народа во время гражданской смуты, и в доказательство этого тезиса напомнил читателям о судьбе Гая. Фрэнсис Бэкон сравнивал аграрный закон Гракхов с сельскохозяйственной политикой Генриха VIII, британские писатели XVIII века использовали этот сюжет, чтобы обсуждать актуальные для них экономические проблемы.
Имена Гракхов часто использовали в своих выступлениях деятели Великой Французской революции; особенно энергично на опыт римских трибунов ссылались якобинцы, когда речь шла об аграрном вопросе и о продовольственном законе. Один из радикальных якобинцев Франсуа-Ноэль Бабёф взял себе новое имя в честь братьев — Гракх. Историки XIX века часто сравнивали французских революционеров с Гаем и Тиберием, хотя Бенжамен Констан ещё в 1819 году в одной из своих работ поставил под сомнение принципиальную уместность проведения параллелей между античностью и современным обществом.
Британские историки-виги отрицательно относились к Гракхам, поскольку те выступали против олигархической республики, с которой себя ассоциировали английские аристократы. В 1830—1850-е годы деятельность братьев активно обсуждали американские публицисты, видевшие сходство ситуаций, в которых оказались поздняя Римская республика и США. В северных штатах трибунов хвалили за аграрную реформу в интересах обездоленных, которая оказалась созвучна предложению о массовой раздаче фермерам земельных участков (гомстедов), а в южных — за попытку реформировать коррумпированный сенат. При этом о Гракхах знали не только в узких кругах интеллектуальной элиты: благодаря распространению дешёвых книг с переводами античных авторов детали их реформ стали известны массовому читателю. К опыту Гракхов апеллировали в Конгрессе. Сенаторов из южных штатов, среди которых было немало крупных рабовладельцев, сравнивали с враждебными реформам римскими сенаторами. Южане, в свою очередь, акцентировали внимание на том, что Гракхи не стремились отменить рабство и ставили своей целью мирные реформы, а не революцию. В дальнейшем проведение параллелей между античностью и современностью продолжилось: немецкий историк Теодор Моммзен сравнивал Гракхов с современными ему британскими либералами в Палате общин, противостоявшими консерваторам, в США в 1930-е годы их сравнивали с поборниками «нового курса».
Историки XIX века (в первую очередь немецкие) оценивали Гракхов скорее негативно. Моммзен подчёркивал демагогический элемент в их деятельности, приписывал Гаю стремление свергнуть власть аристократии и захватить неограниченную власть, отомстить за брата даже ценой гибели Рима. В то же время Моммзен признавал за младшим Гракхом благородство, «крупнейшие дарования настоящего государственного деятеля», энергию, волю; все эти качества, по мнению историка, сделали бы Гая одним из самых выдающихся политиков всех эпох, если бы не излишняя страстность его натуры.
В Российской империи актуальность гракханского движения была высокой из-за остроты аграрного вопроса. Историк Павел Леонтьев, сторонник ограниченных реформ по прусскому образцу, одобрительно высказался о Гракхах (1861 год), но предположил, что установленная ими неотчуждаемость земельных участков вредила бы развитию не только сельского хозяйства, но и связанного с ним банковского дела (земельные участки часто служили залогами по кредитам), а также экономики государства в целом. По этой же причине он порицал «крупные» наделы (по его мнению, это были 30 югеров), настаивая на оптимальности небольших участков (7 югеров). Гракханская реформа была для него отступлением от «естественного» хода развития сельского хозяйства и препятствием на пути к формированию среднего класса. Советский исследователь Фёдор Нечай критиковал Леонтьева за оценку событий двухтысячелетней давности с сиюминутных позиций своего времени.
Приверженцы американского (фермерского) пути развития сельского хозяйства в России отзывались о Гракхах значительно лучше. Так, близкий к народникам Дмитрий Щеглов в одной из статей 1861 года защищает Гракхов от нападок Леонтьева. В. Запольский высоко оценивает братьев-трибунов в статье 1871 года. Эрвин Гримм дал высокую оценку гракханским реформам в специальной монографии (1894 год), сделав выводы о том, что имела место настоящая революция и что важнейшей причиной поражения Тиберия и Гая стала переоценка готовности их сторонников к борьбе. Эти выводы, как и теоретические выкладки Гримма об имущественных отношениях и структуре экономики в Риме, позже раскритиковали за модернизаторство В монографии Эрнста Фельсберга «Братья Гракхи» (1910) были детально изучены источники, причём учёный поставил Гая как реформатора в один ряд с Луцием Корнелием Суллой и Гаем Юлием Цезарем. В начале 1920-х годов были опубликованы две статьи о деятельности Гракхов: С. Протасова рассматривала их законы как попытку масштабного реформирования Римской республики по образцу классических Афин (V век до н. э.), а Д. Кончаловский критически изучил освещение аграрной реформы в источниках.
В теоретической работе «Аграрная история древнего мира» (1909) социолог Макс Вебер рассмотрел и аграрную реформу Гракхов. По его мнению, поскольку Гракхи выступали против крупных латифундий (Вебер вслед за большинством учёных своего времени признавал их существование до середины II века до н. э.), в основе их деятельности лежал конфликт между свободным и несвободным трудом. Впрочем, немецкий учёный всё же считал Гракхов прежде всего политическими реформаторами, пытавшимися искусственно реставрировать старый военный строй. Крестьяне, таким образом, были лишь инструментом конечной цели аграрной реформы — восстановления силы гражданского ополчения. Но победил «несвободный труд», представленный крупными латифундиями, использовавшими рабов.

### В историографии XX—XXI веков
В 1914 году вышла книга «Исследования по эпохе Гракхов» Плинио Фраккаро, в которой основное внимание уделяется аграрным законам братьев-трибунов и источникам сведений для основных сохранившихся сочинений о них; это сочинение до сих пор сохраняет историческую ценность. В 1928 году Жером Каркопино выпустил работу «Вокруг Гракхов. Критические этюды», где рассмотрел различные вопросы, связанные с деятельностью Гракхов. Французский историк признал несомненную ценность свидетельств Аппиана в противовес критическим мнениям учёных XIX века, осветил происхождение реформаторов и влияние Сципиона Эмилиана на аграрную реформу, подробно изучил обстоятельства создания и деятельности аграрной комиссии. Эта работа была переиздана в 1967 году с некоторыми уточнениями и дополнениями.
Начиная с 1930-х годов деятельность Гракхов стала предметом повышенного внимания советских историков как свидетельство обострения классовой борьбы в Риме. Это внимание было связано ещё и с указанием Карла Маркса на огромную важность аграрного вопроса в римской истории. Учёные СССР видели в Гае Семпронии лидера демократического движения, зачинателя долгой италийской революции, находившегося под влиянием утопических идей, а иногда даже ставили его в один ряд с Аристоником и Спартаком. В. Сергеев в «Очерках по истории Древнего Рима» (1938) считает важнейшей целью Гракхов восстановление среднего и мелкого землевладения. Автор признаёт греческое влияние на взгляды реформаторов, разделяет версию о выплате вознаграждений за постройки и ирригационные сооружения на отчуждаемых землях, считает размер надела для мелких крестьян равным 30 югерам.
Сергей Ковалёв признаёт (в 1948 году) историчность описанной Аппианом картины развития сельского хозяйства в Италии во II веке до н. э. Ковалёв оценивает результаты деятельности Гракхов как наивысшую точку развития «римской демократии», хотя в долгосрочной перспективе аграрная реформа содействовала укреплению рабовладельческого строя, развитию частной собственности на землю и облегчению концентрации земли в руках немногих крупных владельцев. Отвечая на актуальный для своего времени вопрос, была ли деятельность Гракхов революционной, Ковалёв пришёл к выводу, что братья только пытались укрепить существующий рабовладельческий строй и не сумели привлечь на свою сторону рабов и преодолеть острые внутренние противоречия, но их выступление «против существующей олигархической системы во имя демократии» без оглядки на законы можно сравнить с революционной деятельностью.
В 1963 году Фёдор Нечай опубликовал работу «Рим и италики», в которой рассмотрел и движение Гракхов. Наибольшее внимание он уделил вопросам об участии италиков в разделе земли и о планах Тиберия наделить их полным римским гражданством, а также проанализировал историографию (преимущественно русскоязычную) об аграрной реформе. Отдельным аспектам деятельности Гракхов и социально-экономическим предпосылкам аграрной реформы посвящено несколько статей и глав в монографиях Василия Кузищина, Марии Сергеенко, Елены Штаерман.
Во второй половине XX века вышел ряд работ о Гракхах и, в том числе, о Гае, на английском, итальянском, немецком и французском языках. В 1967 году Клод Николе опубликовал работу, посвящённую отражению деятельности Гракхов у современников и в античной историографии. В 1968 году Г. Борен выпустил научно-популярную работу «Гракхи», ориентированную прежде всего на студентов и неподготовленных читателей. Тем не менее, это сочинение нередко использовалось профессиональными антиковедами. В рецензиях последних мнение об этой работе оказалось скорее положительным. Р. Дж. Роуланд-младший высоко оценил работу Борена, указывая на подробные объяснения общественных и политических реалий II века до н. э. для читателей, регулярные указывания на нестыковки в источниках и современной историографии, а также на чёткий и ясный стиль изложения. Вместе с тем, по мнению рецензента, автор, рассуждая о причинах реформ Гракхов, преуменьшает значение кризиса в сельской местности. Рецензируя работу Борена, Д. Эрл отмечает недостаточно критическое отношение к источникам и делает ряд мелких замечаний, нередко обусловленных научно-популярным характером работы.
В 1978 году Э. Бернстайн опубликовал исследование «Тиберий Семпроний Гракх: традиция и отступничество». Автор отстаивает комплексный характер кризиса, охватившего Древнеримское государство в середине II века до н. э., и в целом склоняется к мысли о том, что кризис охватил не столько Рим, сколько Италию. А. Астин подвергает сомнению некоторые из его выводов. Я. Шочат, высоко оценивая работу Бернстайна в целом, не соглашается с выводом автора о том, что у истоков кризиса середины II века до н. э. стояло не столько массовое отчуждение участков у крестьян, сколько неравномерное распределение богатств, массовый приток рабов и начало регулярных многолетних войн за пределами Италии.
В 1979 году Д. Стоктон выпустил монографию «Гракхи». Рецензенты сходятся в доступности изложения книги, понятной для массового читателя. Астин высоко оценил эту книгу, но сожалеет, что автор не написал обобщающего заключения. Т. Митчелл указывает на недостаточную новизну выводов, но всё же признаёт ценность изучения карьеры обоих братьев в рамках одного исследования и с точки зрения единой методологии. Эндрю Линтотт отмечает, что автор не стремился к формулированию общих выводов на широком историческом фоне, ограничившись лишь изучением карьеры братьев. Он критикует отдельные недочёты сочинения и указывает на некоторые неиспользованные работы о деятельности Тиберия и Гая. С. Ост критикует структуру работы, в которой есть лишние элементы как для массового читателя (цитаты античных авторов в оригинале), так и для историков (некоторые базовые разъяснения о римской политике). В то же время он приветствует отказ автора от слепого использования просопографических инструментов исследования.
В 1993 году Лучано Перелли выпустил монографию «Гракхи». Рецензировавший эту работу Эндрю Линтотт высоко оценил научную ценность книги, соглашаясь с основными её положениями, обратив внимание лишь на периодический отказ от использования отдельных античных авторов из-за их антипатии к Гракхам и на отдельные не до конца точные утверждения. В целом автор придерживается высокого мнения о Гракхах. Он полагает, что реформы проводились в интересах бедных крестьян, а не горожан. Э. Грюн замечает, что автор не всегда последователен в использовании методологии: например, он критикует просопографический подход за его схематизм но в некоторых случаях его использует. В 2006 году был выпущен сборник статей Юргена Унгерн-Штернберга, в котором целый раздел посвящён некоторым аспектам жизни и деятельности Гракхов.
Сейчас работы Борена, Стоктона и Перелли считаются лучшими пособиями по деятельности братьев Гракхов, хотя и отмечается, что ряд их положений (прежде всего экономического и демографического характера) уже устарел. В целом большинство
исследователей ставят во главу угла экономические и военные реформы, считая Гракхов реалистами, не подверженными влиянию каких-либо утопических идей. Гая Семпрония учёные часто подвергают критике из-за его судебной реформы, приведшей к росту коррупции, и введения откупной системы в Азии, результатом чего стали разграбление этой провинции и успехи Митридата. Хлебный закон, по мнению многих историков, имел следствием разорение Сицилии, неподъёмные расходы для казны и деградацию римского плебса, а аграрная реформа могла привести к общему экономическому спаду из-за низкой рентабельности средних и мелких крестьянских хозяйств.

### В художественной литературе
Биография Гая Семпрония впервые стала источником сюжетов для художественной литературы в революционной Франции. В 1792 году якобинец Мари-Жозеф Шенье написал трагедию «Гай Гракх», где использовал актуальную для того времени проблему аграрной реформы. Заглавный герой хочет начать земельный передел, поскольку понимает, что политические свободы не имеют смысла без экономического равенства; поэтому он идёт на открытый конфликт с сенатом, но отказывается от силовых методов борьбы. С определённого момента этот сюжетный поворот выглядел как критика якобинского режима, и поэтому пьеса, снискавшая большую популярность, была запрещена.
Другие пьесы с тем же названием были написаны итальянцем Винченцо Монти (1802 год), англичанкой Ирен Кноулес (1815 год). В дальнейшем Гай только изредка становился героем художественных текстов. К таковым относятся пьеса Жана Жироду «Гракхи», сохранившаяся только частично и опубликованная в 1958 году; роман Георга Шрайбера «Путь братьев» (1954 год), с которого началось освоение этого сюжетного материала в рамках литературы для юношества. На русском языке вышел роман Милия Езерского «Гракхи». В качестве второстепенного персонажа Гай изображён в ряде литературных произведений, посвящённых его матери.

### В живописи и скульптуре
Информации о каких-либо скульптурных или живописных изображениях Гая Гракха, созданных в античную эпоху, в сохранившихся источниках нет.
В конце XVIII века гибель Гая стала сюжетом для картин Иоганна Генриха Фюссли и Франсуа Топино-Лебрюна. Последний (возможно, он имел в виду казнь Гракха Бабёфа) создал вполне типичный для своего времени образчик исторической живописи; в картине Фюссли специалисты видят попытку героизации центрального персонажа, предпринятую под влиянием трагедий Шекспира и готических романов. В 1853 году французский скульптор Эжен Гильом создал для кенотафа бронзовые бюсты Гракхов.
Одно время в живописи был популярен сюжет о «лучшем украшении». Согласно Валерию Максиму, когда какая-то матрона хвалилась перед Корнелией, матерью Гракхов, своими нарядами и драгоценностями, та показала ей своих сыновей, только что вернувшихся из школы, и сказала: «Вот моё главное украшение» Картины на эту тему создали Януариус Зик (1794 год), Жозеф-Бенуа Сюве (1795), Джузеппе Гаде (1776), Жан-Франсуа Пейрон (1781), Иоганн Август Наль (около 1820 года). Три картины на эту тему написала около 1785 года Ангелика Кауфман.